# Bernard Barberon
Pour les articles homonymes, voir Barberon.
Bernard Barberon (Paris, 26 août 1916 - décédé le 18 octobre 1982 dans la même ville) est un militaire français, Compagnon de la Libération. Figurant parmi les premiers engagés des Forces Aériennes Françaises Libres (FAFL), il participe à de nombreuses missions en Afrique, en France et en Allemagne avant de devenir pilote de ligne civil.

## Biographie

### Avant-guerre
Bernard Barberon naît à Paris le 26 août 1916 d'un père industriel. Il effectue ses études au collège Sainte-Croix d'Orléans puis au lycée Louis-le-Grand avant d'entrer à la faculté de droit de Paris où il obtient une licence.

### Seconde guerre mondiale
Engagé dans la réserve de l'armée, il est appelé en 1939 et se porte volontaire pour l'aviation. Après l'armistice, il décide de se joindre à la cause du général de Gaulle et quitte la France pour Gibraltar d'où il part pour Londres. En juillet 1940, il s'engage alors dans les Forces Aériennes Françaises Libres comme observateur aérien. Le mois suivant, il est affecté au groupe Topic commandé par Jean Astier de Villatte. Embarqué à Glasgow en direction de la Gold Coast, il débarque à Takoradi (Ghana) le 1er novembre 1940. Le groupe Topic devient alors une escadrille du nouveau Groupe réservé de bombardement no 1 qui, fin 1940, soutient les troupes de la colonne Leclerc en Afrique centrale. Bernard Barberon participe aux missions sur Koufra (Libye) puis en Érythrée où il fait clandestinement son apprentissage de pilote. Lors du changement de mission du groupe réservé de bombardement no 1 en Groupe de bombardement Lorraine, Barberon est affecté en Libye où, de novembre 1941 à janvier 1942, il effectue une trentaine de missions. Promu lieutenant, il demande à suivre une formation de pilote et se rend pour cela en Angleterre. En janvier 1943, le groupe de bombardement Lorraine est également de retour en Europe et Barberon y prend le commandement de l'escadrille « Nancy ». En opération sur le front de l'ouest, il participe alors à près d'une centaine de missions au-dessus de la France et de l'Allemagne. Il prend ensuite le commandement du groupe de transport aérien no 1/15 qui est chargé de missions de rapatriement des blessés et des déportés jusqu'à la fin de la guerre.

### Après-guerre
Quittant l'armée une fois la guerre terminée, Bernard Barberon passe les brevets de pilote de ligne. Après avoir séjourné en Indochine, il est engagé dans compagnie aérienne Union de transports aériens (UTA) en tant que commandant de bord de 1951 à 1968 sur Douglas DC-6 et DC-8. À partir de 1969, il devient chef de département et quitte la société en 1972,. Parallèlement, il est président de la fédération nationale du personnel navigant de l'aviation marchande, vice-président de l'association des Français libres, président de l'amicale des forces aériennes françaises libres, administrateur de la revue Icare et membre du conseil de l'Ordre de la Libération depuis 1949.
Bernard Barberon meurt le 18 octobre 1982 dans le 5e arrondissement de Paris,. Au cours de la cérémonie du 22 octobre qui se déroule dans la cour des invalides, le général Fourquet déclare « s'il fallait tracer le portrait d'un combattant de la France Libre, c'est à Bernard Barberon que l'on penserait immédiatement… ». Bernard Barberon est inhumé au cimetière de Langon dans le Loir-et-Cher,.

## Décorations
Liste exhaustive des promotions dédiées à Bernard Barberon :
- Commandeur de la Légion d'honneur ;
- Compagnon de la Libération ;
- Croix de guerre 1939–1945 ;
- Médaille coloniale ;
- Distinguished Flying Cross (Royaume-Uni) ;
- Distinguished Service Cross (États-Unis).

## Publication
Article
- « L'aviation marchande : La formation des pilotes de ligne », Les ailes, Paris, s.n., no 1521,‎ 26 mars 1955, p. 11-12 (ISSN 2645-1506, BNF 32684637, lire en ligne sur Gallica, consulté le 5 juillet 2024).

### Fonds d'archives
- Fonds : Capitaine Bernard Barberon. Section : Service historique de la Défense; Cote : AI 6 P 39874. Vincennes : Mémoire des hommes (présentation en ligne).
- Fonds : Bernard Jean Barberon / forces françaises libres (FFL). Section : Service historique de la Défense; Cote : GR 16 P 31670 et SHD/ GR P 28 4 308 37. Vincennes : Mémoire des hommes (présentation en ligne).
- Sous-fonds : Hommage au colonel Barberon, les circonstances de sa mort et ses obsèques (19 avril 1982 et 28 février 1984). Fonds : Marie-Thérèse Palu ou Mme Barberon (1911-1986) : Interview réalisée à Paris; Cote : AI/8/Z/286. Vincennes : Service historique de la Défense (présentation en ligne).